# ファットズィエム大聖堂

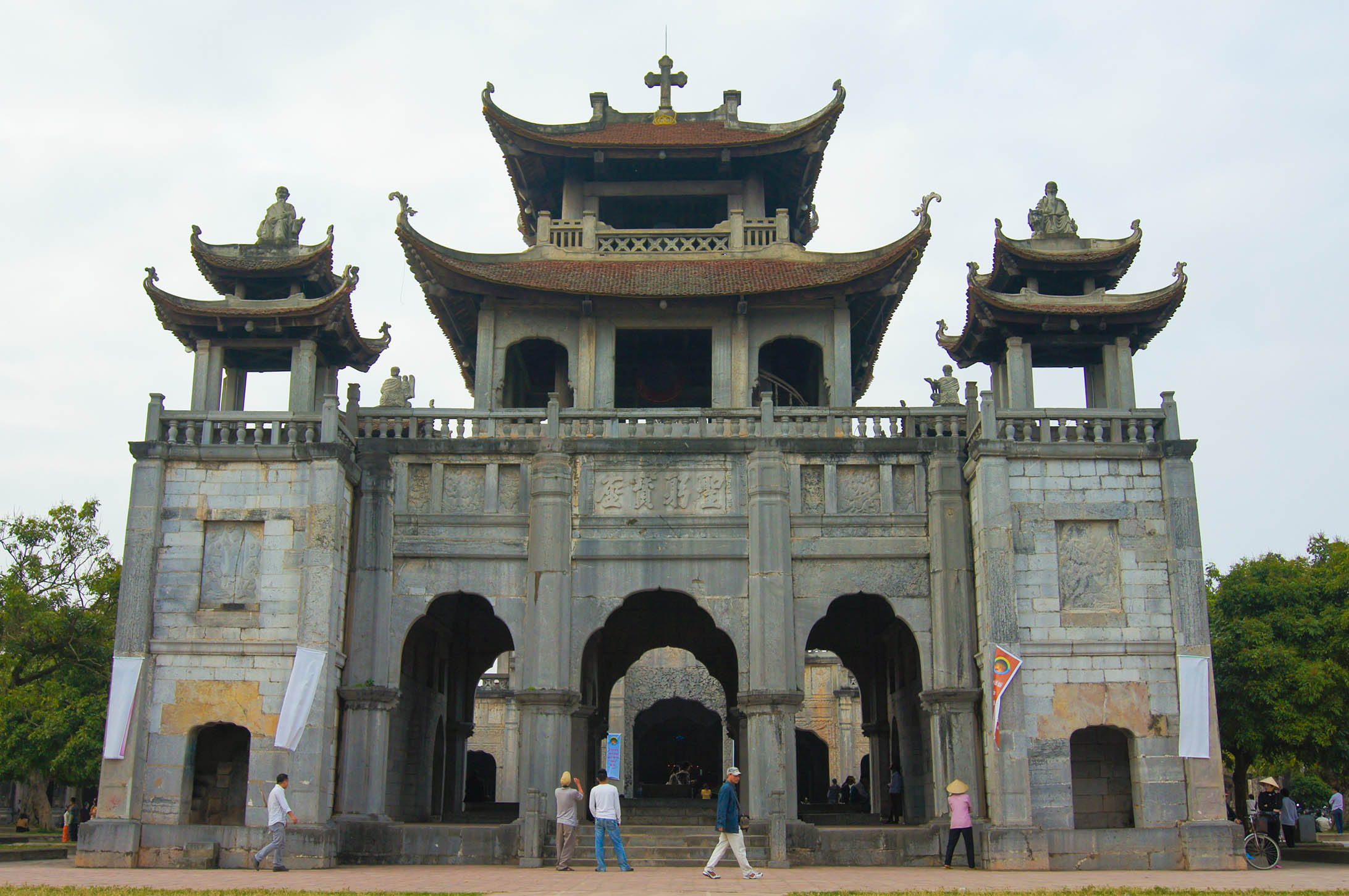
ファットズィエム大聖堂

ファットズィエム大聖堂（ベトナム語：Nhà thờ chính tòa Phát Diệm / 茹祠正座發艷）は、ハノイ郊外のニンビン省キムソン県にあるベトナム最大のカトリック教会。
1875年から24年かけて神父陳六（ベトナム語:Trần Lục）により建設された。アオザイを着たマリア像がある。礼拝堂等は欧州風の石造りとベトナム風の木造が融和した造りとなっている。